# خانه حاجی حسینی
خانه حاجی حسینی مربوط به دوره پهلوی است و در مهریز، خیابان مهر پادین، کوچه بازارنو (اندیشه ۲)، پ ۱۵ واقع شده و این اثر در تاریخ ۱۸ آذر ۱۳۸۷ با شمارهٔ ثبت ۲۳۸۹۵ به‌عنوان یکی از آثار ملی ایران به ثبت رسیده است.